# Bournazel (Aveyron)
Pour les articles homonymes, voir Bournazel.
Bournazel (en occitan : Bornasèl) est une commune française située dans le département de l'Aveyron en région Occitanie.
Le patrimoine architectural de la commune comprend un immeuble protégé au titre des monuments historiques : le château, classé en 1942 et inscrit en 2013.

## Géographie

### Localisation et communes limitrophes
La commune de Bournazel se trouve au nord-ouest  du département de l'Aveyron, dans la petite région agricole du Ségala.
Elle se situe à 33 km par la route de Rodez, préfecture du département, à 31 km de Villefranche-de-Rouergue, sous-préfecture, et à 12 km d'Aubin, bureau centralisateur du canton d'Enne et Alzou dont dépend la commune depuis 2015. La commune fait en outre partie du bassin de vie de Rignac.
Les communes les plus proches sont : Escandolières (3,4 km), Roussennac (3,7 km), Lugan (4,0 km), Auzits (5,6 km), Montbazens (5,8 km), Rignac (5,8 km), Goutrens (6,0 km), Cransac (7,2 km), Valzergues (7,4 km).

### Hydrographie

#### Réseau hydrographique

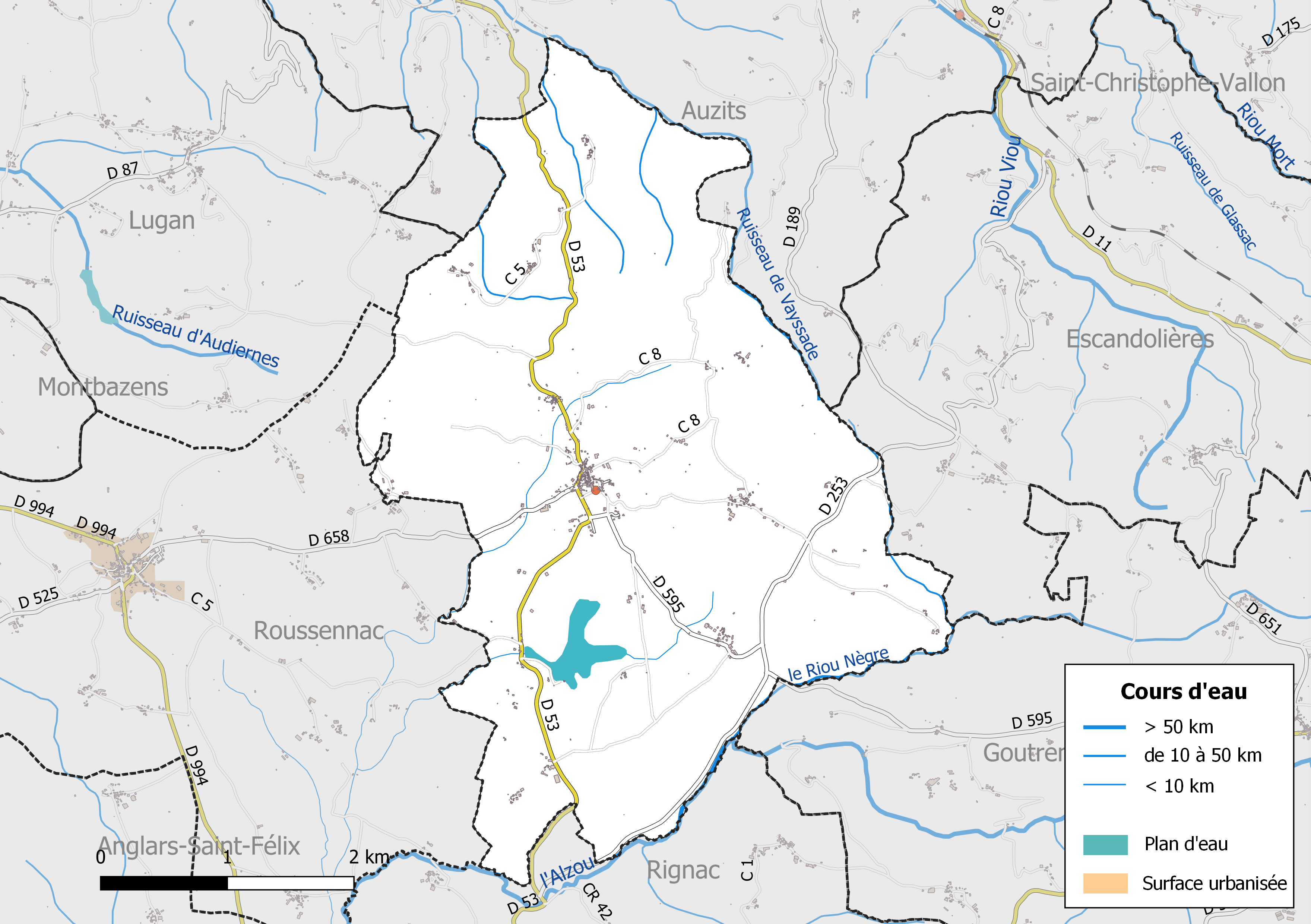
Réseaux hydrographique et routier de Bournazel.

La commune est drainée par l'Alzou, le Riou Nègre, le ruisseau de Vayssade et par divers petits cours d'eau.
L'Alzou, d'une longueur totale de 43,9 km, prend sa source dans la commune de Goutrens et se jette  dans l'Aveyron à Villefranche-de-Rouergue, après avoir arrosé 11 communes.
Le Riou Nègre prend aussi sa source dans la commune de Goutrens et se jette  dans l'Alzou à Bournazel.

#### Gestion des cours d'eau
La gestion des cours d’eau situés dans le bassin de l’Aveyron est assurée par l’établissement public d'aménagement et de gestion des eaux (EPAGE) Aveyron amont, créé le 1er janvier 2017, en remplacement du syndicat mixte du bassin versant Aveyron amont,,.

### Climat
Pour des articles plus généraux, voir Climat de l'Occitanie et Climat de l'Aveyron.
En 2010, le climat de la commune est de type climat océanique altéré, selon une étude s'appuyant sur une série de données couvrant la période 1971-2000. En 2020, Météo-France publie une typologie des climats de la France métropolitaine dans laquelle la commune est exposée à un climat de montagne et est dans la région climatique Sud-est du Massif Central, caractérisée par une pluviométrie annuelle de 1 000 à 1 500 mm, minimale en été, maximale en automne.
Pour la période 1971-2000, la température annuelle moyenne est de 11 °C, avec une amplitude thermique annuelle de 15,4 °C. Le cumul annuel moyen de précipitations est de 1 060 mm, avec 11,5 jours de précipitations en janvier et 6,8 jours en juillet. Pour la période 1991-2020, la température moyenne annuelle observée sur la station météorologique la plus proche, située sur la commune de Colombiès à 13 km à vol d'oiseau, est de 11,5 °C et le cumul annuel moyen de précipitations est de 989,2 mm,. Pour l'avenir, les paramètres climatiques de la commune estimés pour 2050 selon différents scénarios d'émission de gaz à effet de serre sont consultables sur un site dédié publié par Météo-France en novembre 2022.

### Milieux naturels et biodiversité

#### Sites Natura 2000

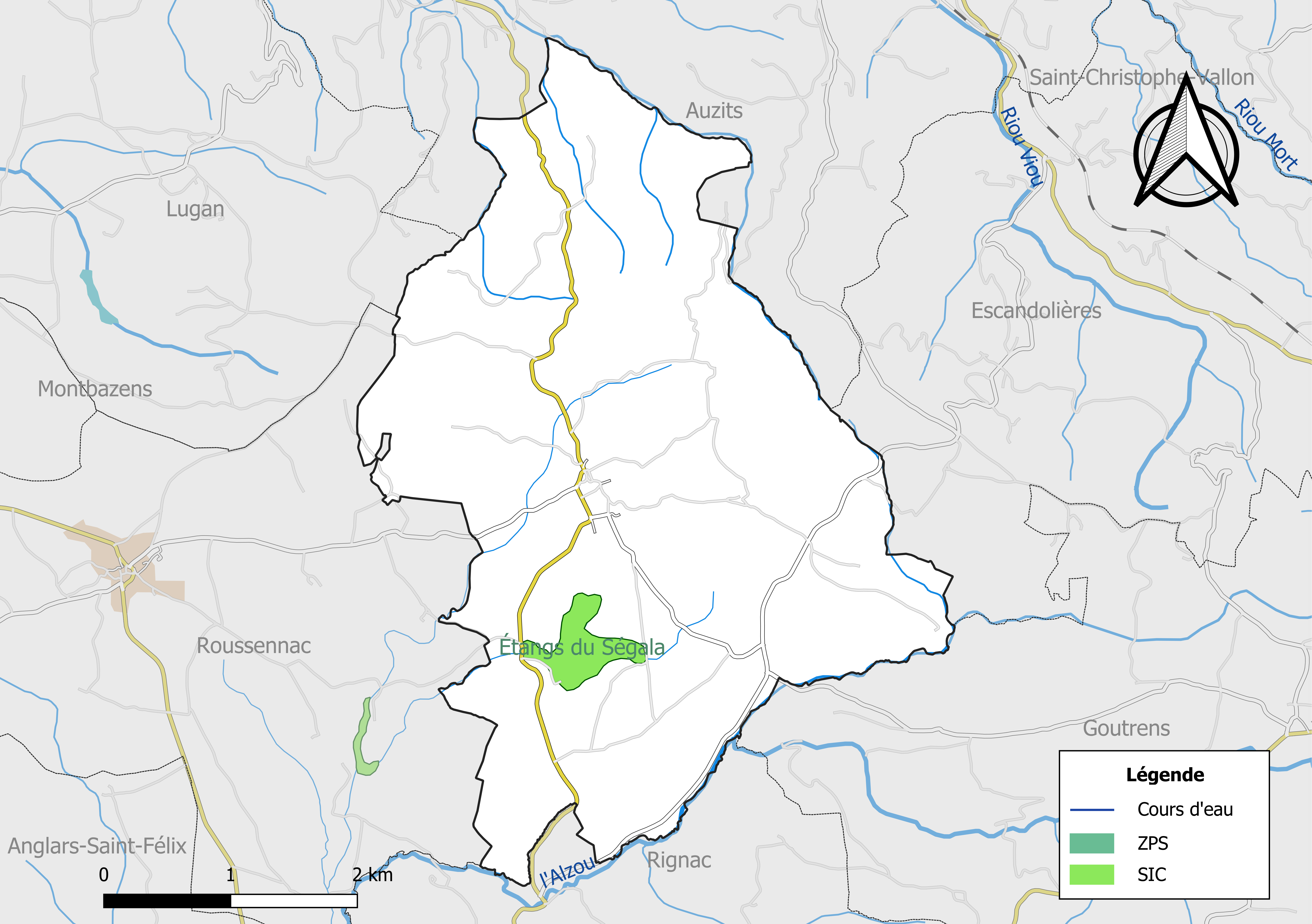
Sites Natura 2000 sur le territoire communal.

Le réseau Natura 2000 est un réseau écologique européen de sites naturels d’intérêt écologique élaboré à partir des Directives « Habitats » et « Oiseaux ». Ce réseau est constitué de Zones spéciales de conservation (ZSC) et de Zones de protection spéciale (ZPS). Dans les zones de ce réseau, les États Membres s'engagent à maintenir dans un état de conservation favorable les types d'habitats et d'espèces concernés, par le biais de mesures réglementaires, administratives ou contractuelles.
Un site Natura 2000 a été défini sur la commune au titre de la « directive Habitats ».
Les « Étangs du Ségala », d'une superficie de 52,4 ha, sont constitués de milieux aquatiques artificiels, créés à différentes périodes historiques : XIVe et XVe siècles. Les étangs de Privezac et de Bournazel renferment quelques magnifiques stations à nénuphars blancs et jaunes. On retrouve sur le site, notamment sur l’étang d’Anglarès, la Châtaigne d'eau (Trapa natans), très rare en Occitanie.

#### Zones naturelles d'intérêt écologique, faunistique et floristique

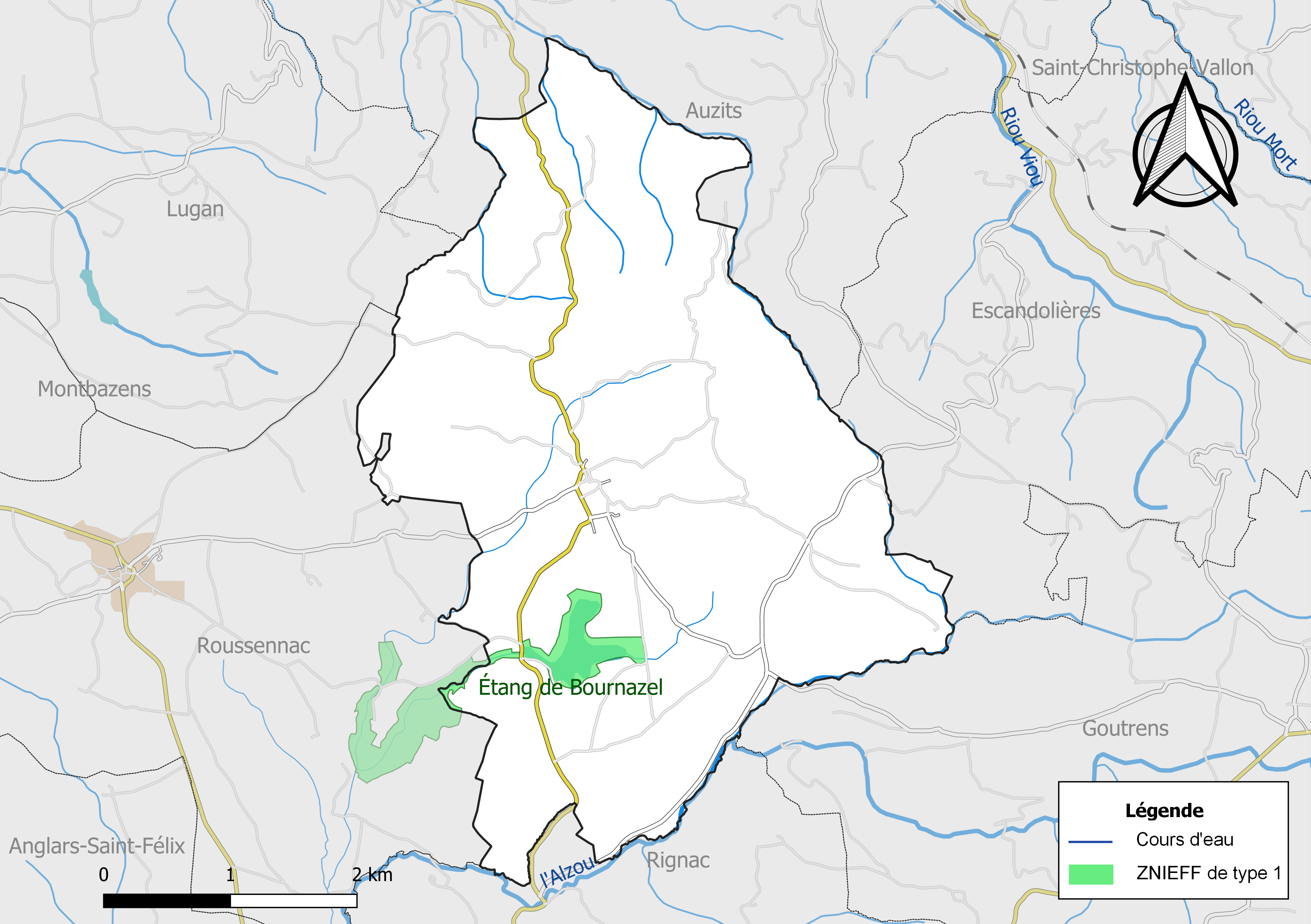
Carte de la ZNIEFF de type 1 localisée sur la commune.

L’inventaire des zones naturelles d'intérêt écologique, faunistique et floristique (ZNIEFF) a pour objectif de réaliser une couverture des zones les plus intéressantes sur le plan écologique, essentiellement dans la perspective d’améliorer la connaissance du patrimoine naturel national et de fournir aux différents décideurs un outil d’aide à la prise en compte de l’environnement dans l’aménagement du territoire.
Le territoire communal de Bournazel comprend une ZNIEFF de type 1,, l'« Étang de Bournazel » (77 ha).

## Urbanisme

### Typologie
Au 1er janvier 2024, Bournazel est catégorisée commune rurale à habitat très dispersé, selon la nouvelle grille communale de densité à 7 niveaux définie par l'Insee en 2022.
Elle est située hors unité urbaine. Par ailleurs la commune fait partie de l'aire d'attraction de Rodez, dont elle est une commune de la couronne,. Cette aire, qui regroupe 68 communes, est catégorisée dans les aires de 50 000 à moins de 200 000 habitants,.

### Occupation des sols

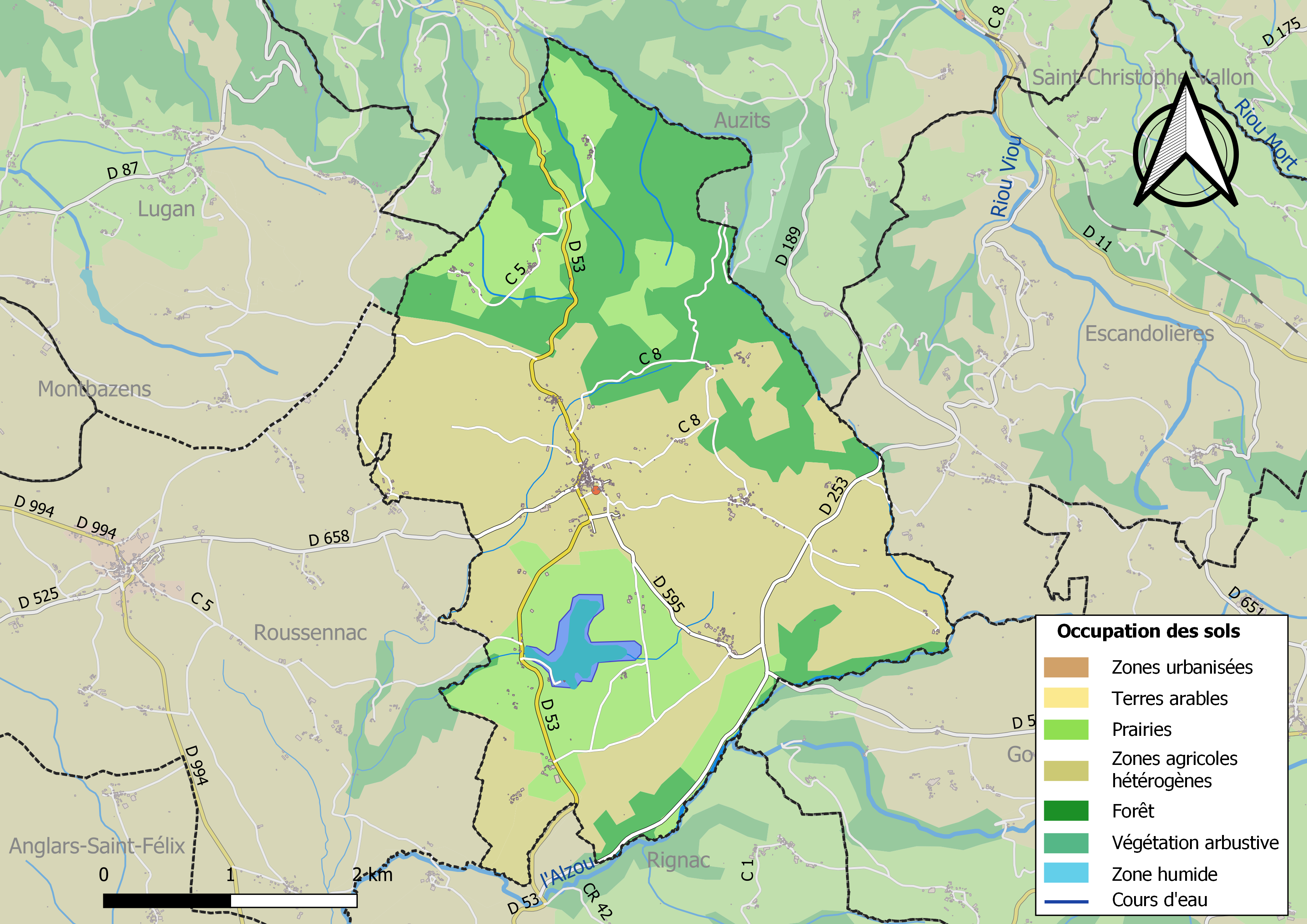
Infrastructures et occupation des sols de la commune de Bournazel.

L'occupation des sols de la commune, telle qu'elle ressort de la base de données européenne d’occupation biophysique des sols Corine Land Cover (CLC), est marquée par l'importance des territoires agricoles (73,1 % en 2018), une proportion sensiblement équivalente à celle de 1990 (72,8 %). La répartition détaillée en 2018 est la suivante : 
zones agricoles hétérogènes (51,1 %), forêts (25,1 %), prairies (22 %), eaux continentales (1,7 %).

### Planification
La loi SRU du 13 décembre 2000 a incité fortement les communes à se regrouper au sein d’un établissement public, pour déterminer les partis d’aménagement de l’espace au sein d’un SCoT, un document essentiel d’orientation stratégique des politiques publiques à une grande échelle. La commune est dans le territoire du SCoT du Centre Ouest Aveyron  approuvé en février 2020. La structure porteuse est le Pôle d'équilibre territorial et rural Centre Ouest Aveyron, qui associe neuf EPCI, notamment la communauté de communes du Pays Rignacois, dont la commune est membre.
La commune disposait en 2017 d'une carte communale approuvée.

### Risques majeurs
Le territoire de la commune de Bournazel est vulnérable à différents aléas naturels : climatiques (hiver exceptionnel ou canicule), feux de forêts et séisme (sismicité faible).
Il est également exposé à un risque technologique, le transport de matières dangereuses par canalisation, et à un risque particulier : le risque radon,.

#### Risques naturels
Le Plan départemental de protection des forêts contre les incendies découpe le département de l’Aveyron en sept « bassins de risque » et définit une sensibilité des communes à l’aléa feux de forêt (de faible à très forte). La commune est classée en sensibilité faible.
Les mouvements de terrains susceptibles de se produire sur la commune sont liés à la présence de cavités souterraines localisées sur la commune,.

#### Risques technologiques
Le risque de transport de matières dangereuses sur la commune est lié à sa traversée par une canalisation de transport de gaz. Un accident se produisant sur une telle infrastructure est en effet susceptible d’avoir des effets graves au bâti ou aux personnes jusqu’à 350 m, selon la nature du matériau transporté. Des dispositions d’urbanisme peuvent être préconisées en conséquence.

#### Risque particulier
Dans plusieurs parties du territoire national, le radon, accumulé dans certains logements ou autres locaux, peut constituer une source significative d’exposition de la population aux rayonnements ionisants. Toutes les communes du département sont concernées par le risque radon à un niveau plus ou moins élevé. La commune de Bournazel est classée à risque moyen à élevé.

## Toponymie
Le toponyme Bournazel (en occitan Bornasèl) est un diminutif basé sur le pré-latin borna (trou, cavité dans le rocher) et désigne une petite source.

## Histoire
Le village est très ancien, la forme ovale du bourg, la position sur un promontoire, appuyé à ses « puechs », sont autant d'indices qui permettent d'affirmer que le village est plus que deux fois millénaire.
Au Moyen Âge, Bournazel a été fortifié, deux des trois portes subsistent : la porte basse, côté ouest, face à la route menant à Roussenac, et la porte haute, au nord, donnant sur le faubourg du Broal, face à la chapelle Notre-Dame-de-Fraysse et à la route menant à Lugan et Cransac. La troisième porte se trouvait juste en dessous de la place de la Croix, tournée vers l'est, donnant sur le foirail et le Roc.
Au siècle dernier, Bournazel était réputé pour son marché aux ânes, qui se tenait sur le foirail sous les platanes.
Le grand étang, sur la route de Rignac, vers le sud, fut une réserve d'énergie pour alimenter le moulin du village ainsi qu'une réserve de poisson, et de gibier d'eau.

## Politique et administration

### Découpage territorial
La commune de Bournazel est membre de la communauté de communes du Pays Rignacois, un établissement public de coopération intercommunale (EPCI) à fiscalité propre créé le 29 décembre 1995 dont le siège est à Rignac. Ce dernier est par ailleurs membre d'autres groupements intercommunaux.
Sur le plan administratif, elle est rattachée à l'arrondissement de Villefranche-de-Rouergue, au département de l'Aveyron et à la région Occitanie. Sur le plan électoral, elle dépend du  canton d'Enne et Alzou pour l'élection des conseillers départementaux, depuis le redécoupage cantonal de 2014 entré en vigueur en 2015, et de la deuxième circonscription de l'Aveyron  pour les élections législatives, depuis le dernier découpage électoral de 2010.

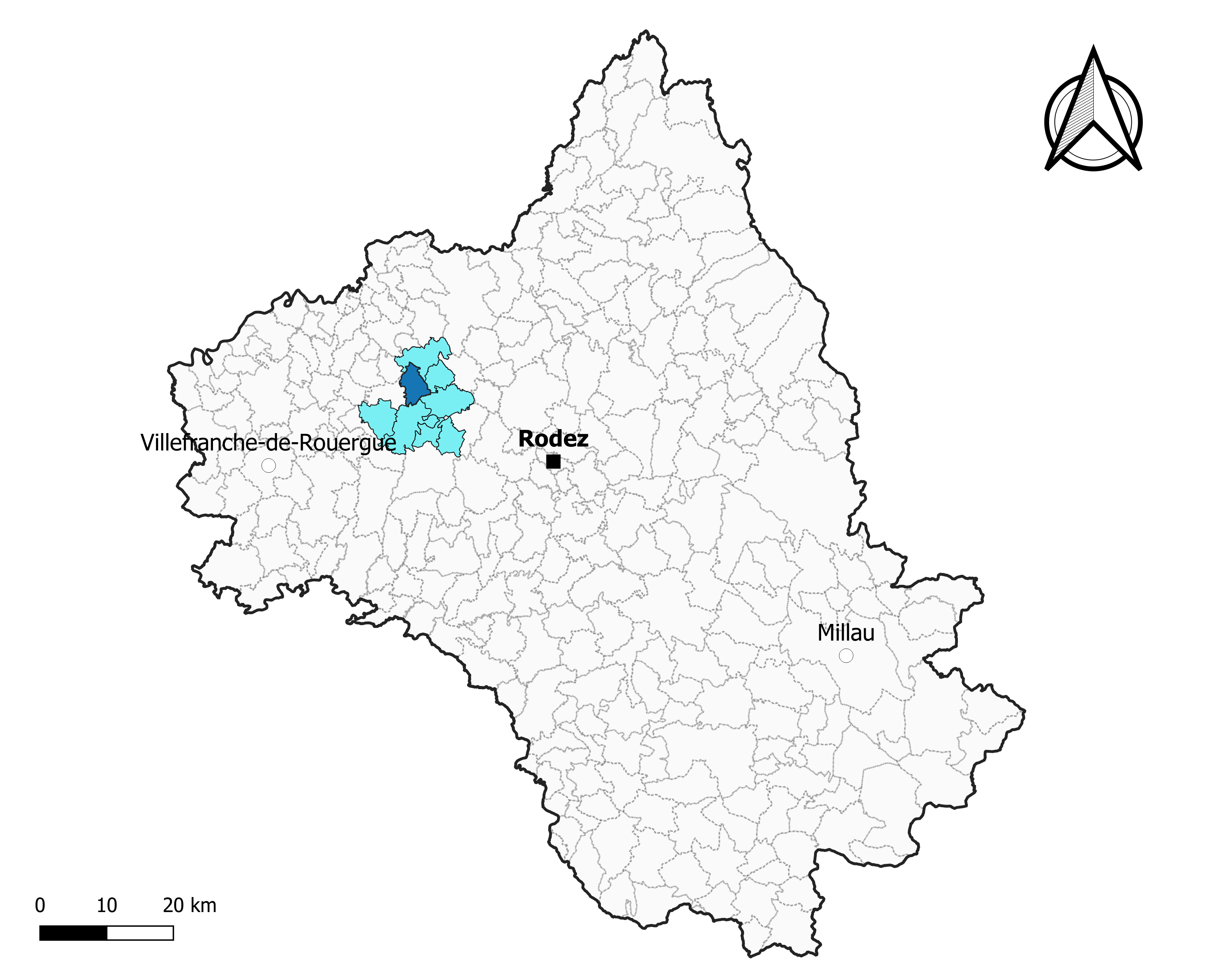
Bournazel dans l'intercommunalité en 2020.
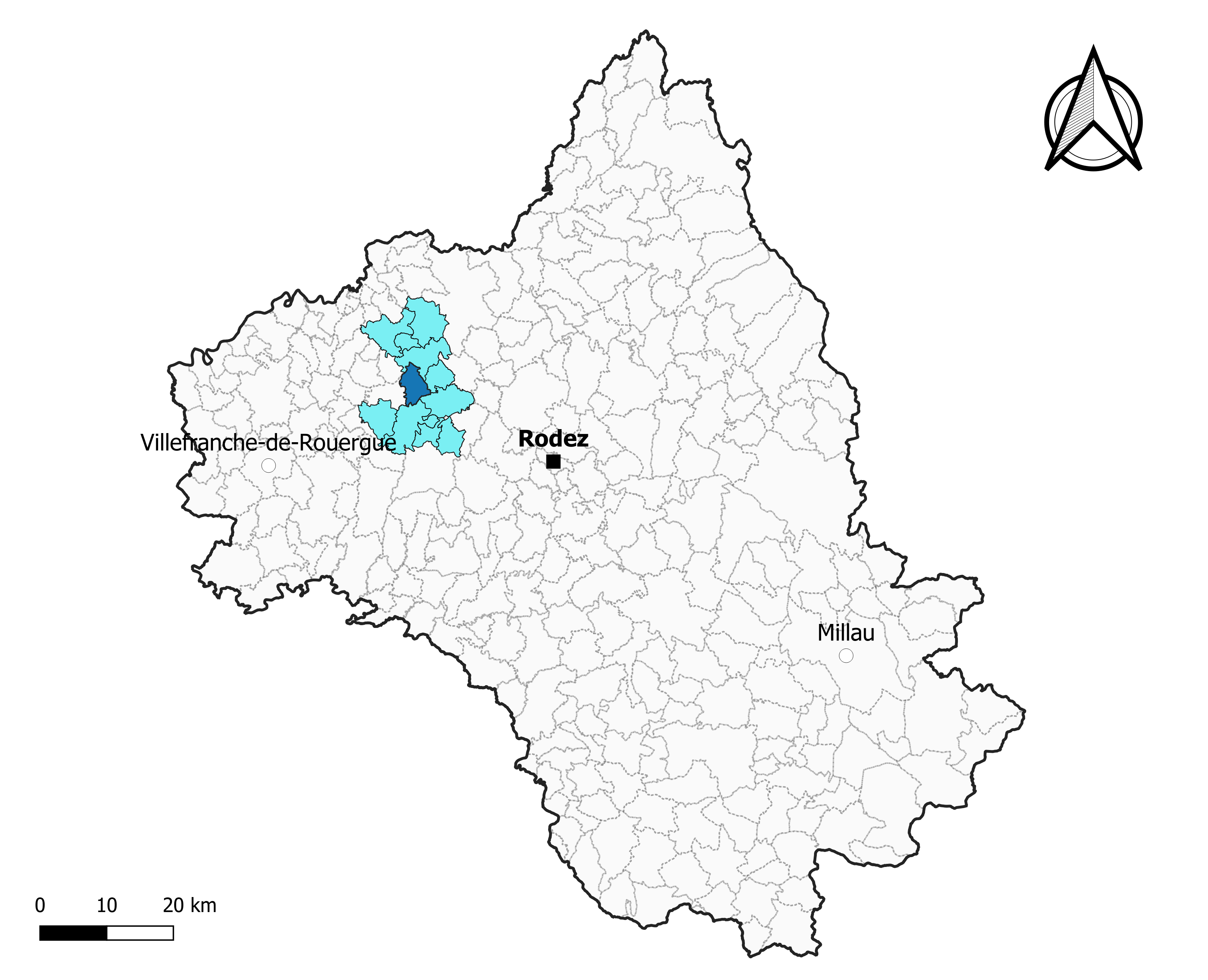
Bournazel dans le canton d'Enne et Alzou en 2020.
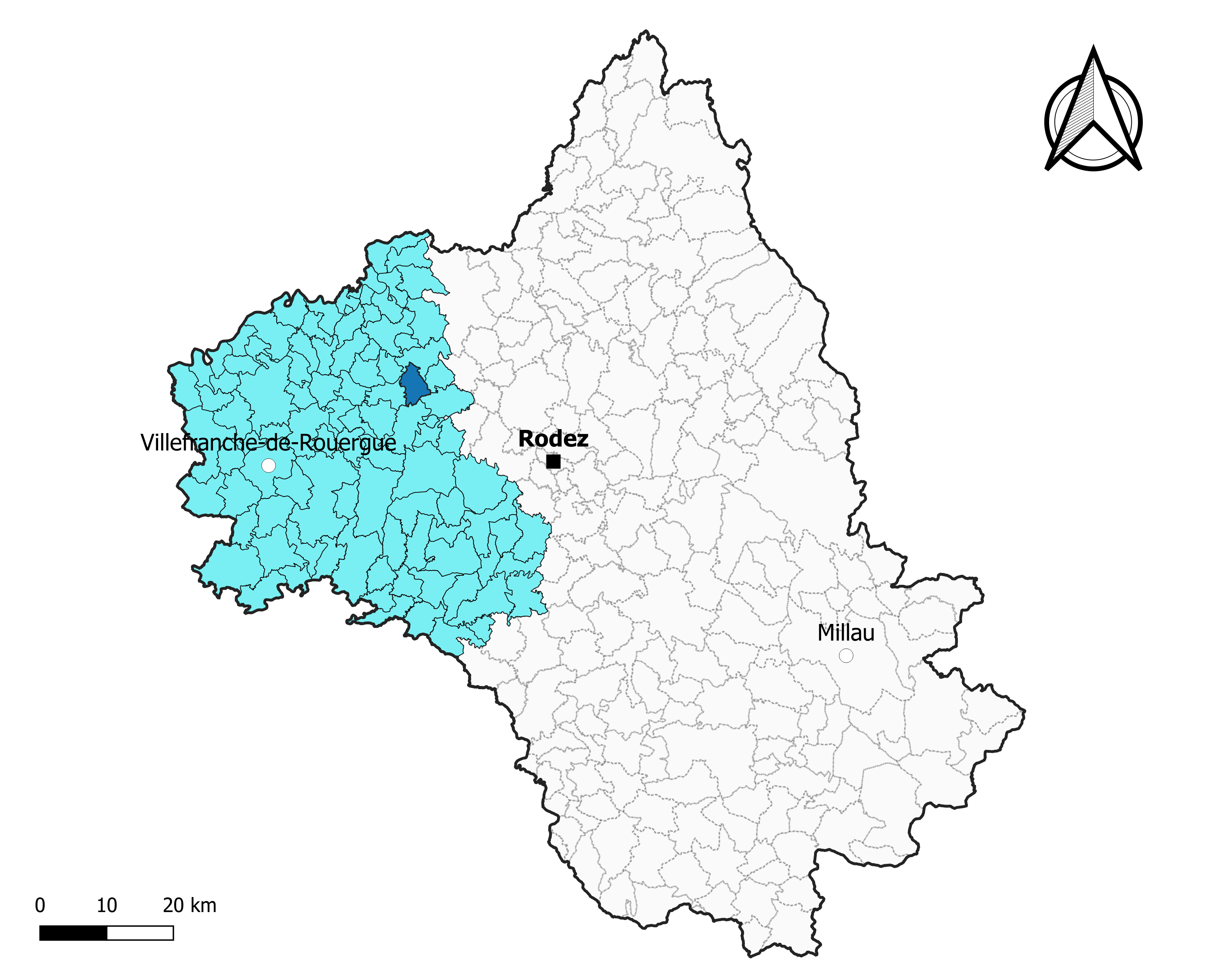
Bournazel dans l'arrondissement de Villefranche-de-Rouergue en 2020.

### Élections municipales et communautaires

#### Élections de 2020
Le conseil municipal de Bournazel, commune de moins de 1 000 habitants, est élu au scrutin majoritaire plurinominal à deux tours avec candidatures isolées ou groupées et possibilité de panachage. Compte tenu de la population communale, le nombre de sièges à pourvoir lors des élections municipales de 2020 est de 11. La totalité des onze candidats en lice est élue dès le premier tour, le 15 mars 2020, avec un taux de participation de 74,12 %.
Michel Bastide est élu nouveau maire de la commune le 26 mai 2020.
Dans les communes de moins de 1 000 habitants, les conseillers communautaires sont désignés parmi les conseillers municipaux élus en suivant l’ordre du tableau (maire, adjoints puis conseillers municipaux) et dans la limite du nombre de sièges attribués à la commune au sein du conseil communautaire. Deux sièges sont attribués à la commune au sein de la communauté de communes du Pays Rignacois.

#### Liste des maires
| Période   | Période      | Identité          | Étiquette | Qualité                |
| --------- | ------------ | ----------------- | --------- | ---------------------- |
| mars 1965 | mars 2008    | Lucien Flottes    |           |                        |
| mars 2008 | février 2010 | Claude Paulhe     |           |                        |
| mars 2010 | 2 mars 2014  | Gilles Bousquet   |           | Agriculteur exploitant |
| mars 2014 | mai 2020     | Dominique Pradels |           | Agriculteur exploitant |
| mai 2020  | En cours     | Michel Bastide,   |           | Ancien cadre           |

## Démographie
L'évolution du nombre d'habitants est connue à travers les recensements de la population effectués dans la commune depuis 1793. Pour les communes de moins de 10 000 habitants, une enquête de recensement portant sur toute la population est réalisée tous les cinq ans, les populations de référence des années intermédiaires étant quant à elles estimées par interpolation ou extrapolation. Pour la commune, le premier recensement exhaustif entrant dans le cadre du nouveau dispositif a été réalisé en 2006.

En 2022, la commune comptait 325 habitants, en évolution de −4,69 % par rapport à 2016 (Aveyron : +0,37 %, France hors Mayotte : +2,11 %).
| 1793 | 1800  | 1806 | 1821 | 1831 | 1836  | 1841  | 1846 | 1851 |
| ---- | ----- | ---- | ---- | ---- | ----- | ----- | ---- | ---- |
| 761  | 1 135 | 945  | 980  | 947  | 1 013 | 1 040 | 890  | 874  |

| 1856 | 1861 | 1866 | 1872 | 1876 | 1881 | 1886 | 1891 | 1896 |
| ---- | ---- | ---- | ---- | ---- | ---- | ---- | ---- | ---- |
| 824  | 836  | 857  | 852  | 900  | 905  | 911  | 808  | 806  |

| 1901 | 1906 | 1911 | 1921 | 1926 | 1931 | 1936 | 1946 | 1954 |
| ---- | ---- | ---- | ---- | ---- | ---- | ---- | ---- | ---- |
| 796  | 726  | 685  | 607  | 578  | 555  | 538  | 520  | 489  |

| 1962 | 1968 | 1975 | 1982 | 1990 | 1999 | 2006 | 2011 | 2016 |
| ---- | ---- | ---- | ---- | ---- | ---- | ---- | ---- | ---- |
| 467  | 400  | 378  | 354  | 298  | 246  | 329  | 311  | 341  |

| 2021 | 2022 | - | - | - | - | - | - | - |
| ---- | ---- | - | - | - | - | - | - | - |
| 335  | 325  | - | - | - | - | - | - | - |

## Économie

### Revenus
En 2018  (données Insee publiées en septembre 2021), la commune compte 127 ménages fiscaux, regroupant 283 personnes. La médiane du revenu disponible par unité de consommation est de 21 070 € (20 640 € dans le département).

### Emploi
| Division       | 2008  | 2013  | 2018  |
| -------------- | ----- | ----- | ----- |
| Commune        | 3,7 % | 7,9 % | 5,7 % |
| Département    | 5,4 % | 7,1 % | 7,1 % |
| France entière | 8,3 % | 10 %  | 10 %  |

En 2018, la population âgée de 15 à 64 ans s'élève à 198 personnes, parmi lesquelles on compte 77,1 % d'actifs (71,4 % ayant un emploi et 5,7 % de chômeurs) et 22,9 % d'inactifs,. Depuis 2008, le taux de chômage communal (au sens du recensement) des 15-64 ans est inférieur à celui de la France et du département.
La commune fait partie de la couronne de l'aire d'attraction de Rodez, du fait qu'au moins 15 % des actifs travaillent dans le pôle,. Elle compte 46 emplois en 2018, contre 31 en 2013 et 66 en 2008. Le nombre d'actifs ayant un emploi résidant dans la commune est de 145, soit un indicateur de concentration d'emploi de 31,7 % et un taux d'activité parmi les 15 ans ou plus de 56,9 %.
Sur ces 145 actifs de 15 ans ou plus ayant un emploi, 36 travaillent dans la commune, soit 25 % des habitants. Pour se rendre au travail, 82,3 % des habitants utilisent un véhicule personnel ou de fonction à quatre roues, 1,4 % les transports en commun, 6,4 % s'y rendent en deux-roues, à vélo ou à pied et 9,9 % n'ont pas besoin de transport (travail au domicile).

### Activités hors agriculture
24 établissements sont implantés  à Bournazel au 31 décembre 2019. Le tableau ci-dessous en détaille le nombre par secteur d'activité et compare les ratios avec ceux du département,.
Le secteur du commerce de gros et de détail, des transports, de l'hébergement et de la restauration est prépondérant sur la commune puisqu'il représente 20,8 % du nombre total d'établissements de la commune (5 sur les 24 entreprises implantées  à Bournazel), contre 27,5 % au niveau départemental.

### Agriculture
La commune est dans le Segala, une petite région agricole occupant l'ouest du département de l'Aveyron. En 2020, l'orientation technico-économique de l'agriculture  sur la commune est l'élevage de bovins, pour la viande.
|               | 1988  | 2000 | 2010 | 2020 |
| ------------- | ----- | ---- | ---- | ---- |
| Exploitations | 58    | 28   | 19   | 14   |
| SAU (ha)      | 1 018 | 938  | 905  | 864  |

Le nombre d'exploitations agricoles en activité et ayant leur siège dans la commune est passé de 58 lors du recensement agricole de 1988  à 28 en 2000 puis à 19 en 2010 et enfin à 14 en 2020, soit une baisse de 76 % en 32 ans. Le même mouvement est observé à l'échelle du département qui a perdu pendant cette période 51 % de ses exploitations,. La surface agricole utilisée sur la commune a également diminué, passant de 1 018 ha en 1988 à 864 ha en 2020. Parallèlement la surface agricole utilisée moyenne par exploitation a augmenté, passant de 18 à 62 ha.

## Culture locale et patrimoine

### Lieux et monuments
- Le château de Bournazel  Inscrit MH (1942)[58], de style renaissance, se situe à la limite du village.
- Jardin d'agrément dit parc du château de Bournazel[59].
- Église Saint-Sébastien de Bournazel.
- Chapelle Notre-Dame-du-Fraysse de Bournazel.

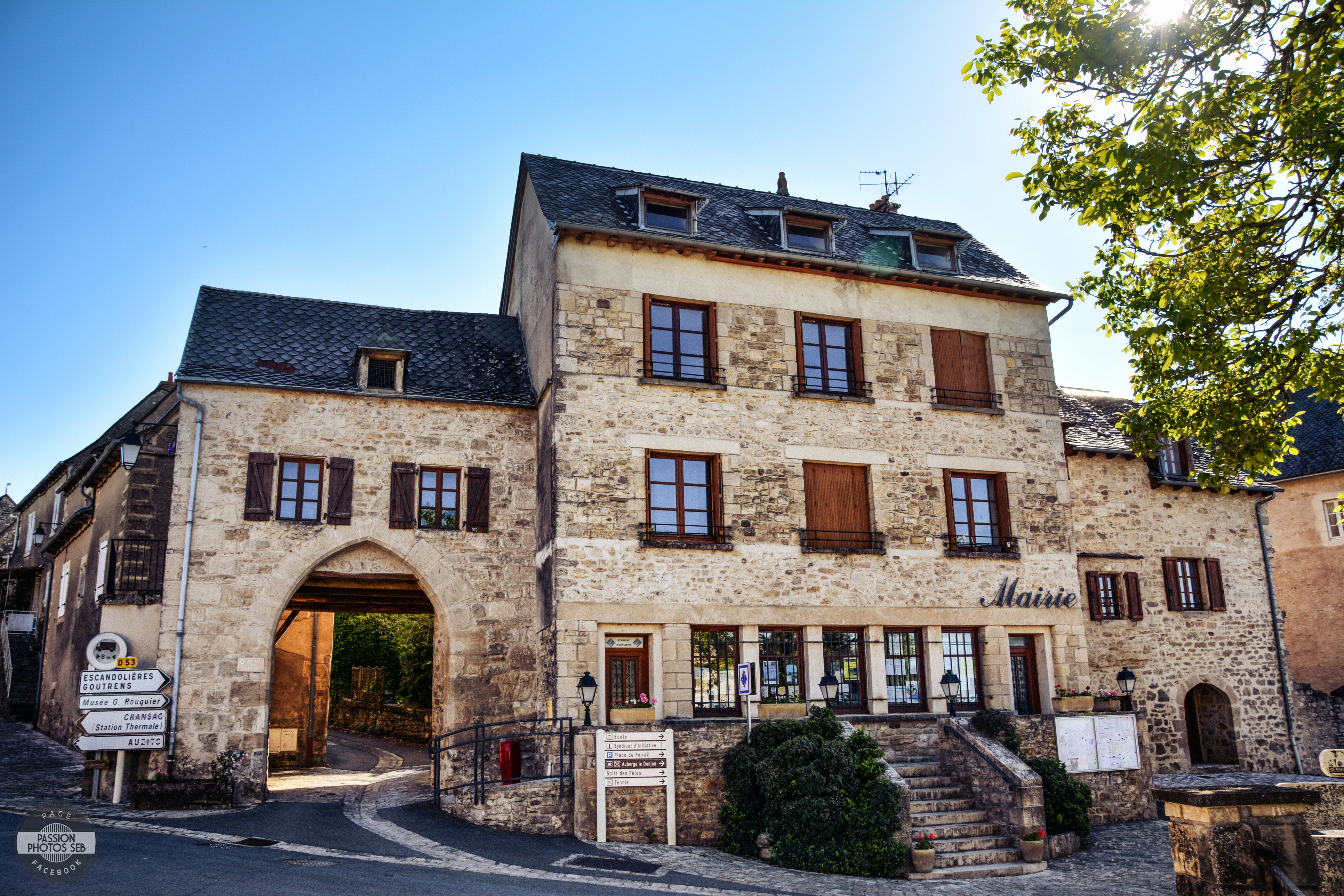
Mairie de Bournazel
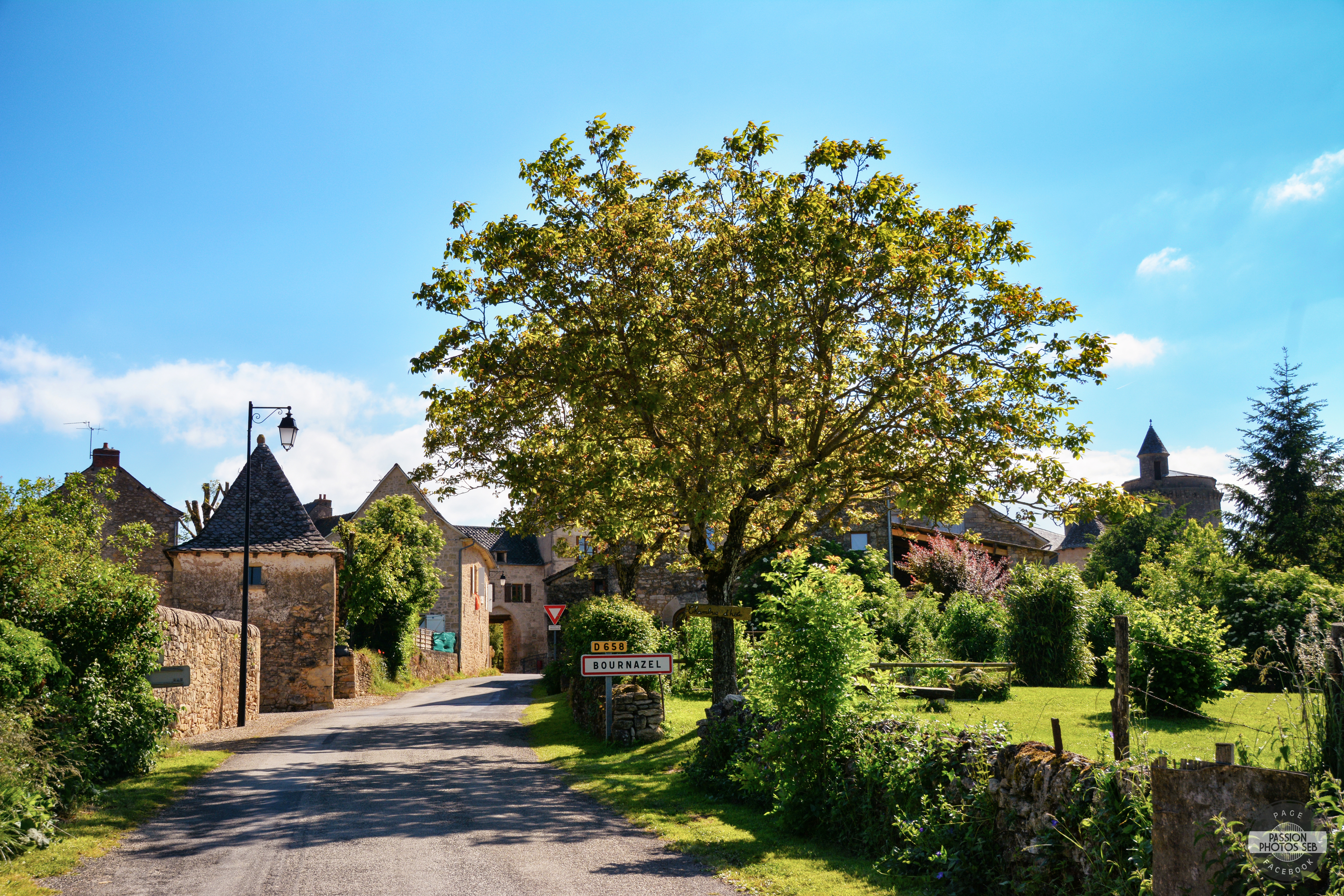
Entrée village
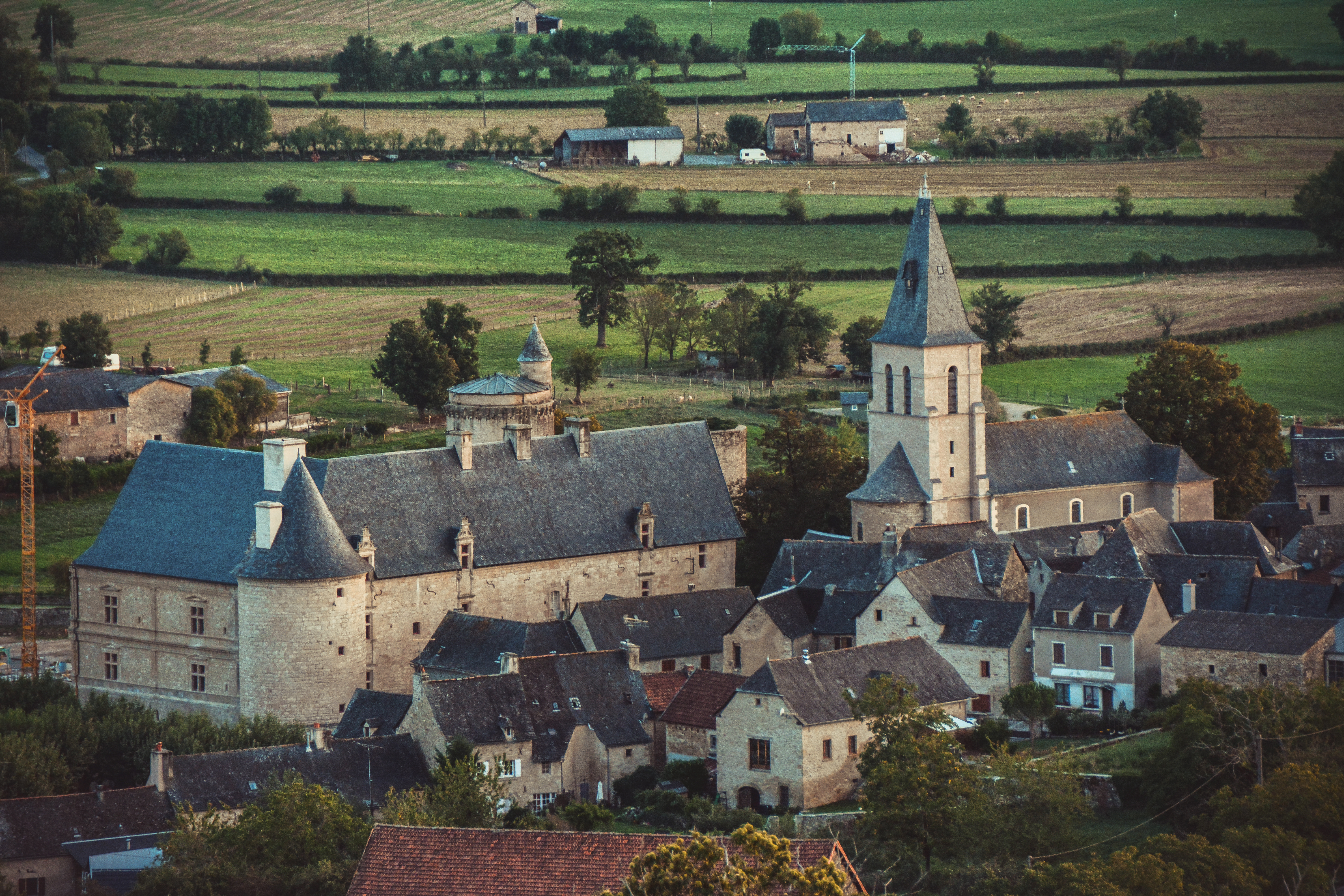
Église
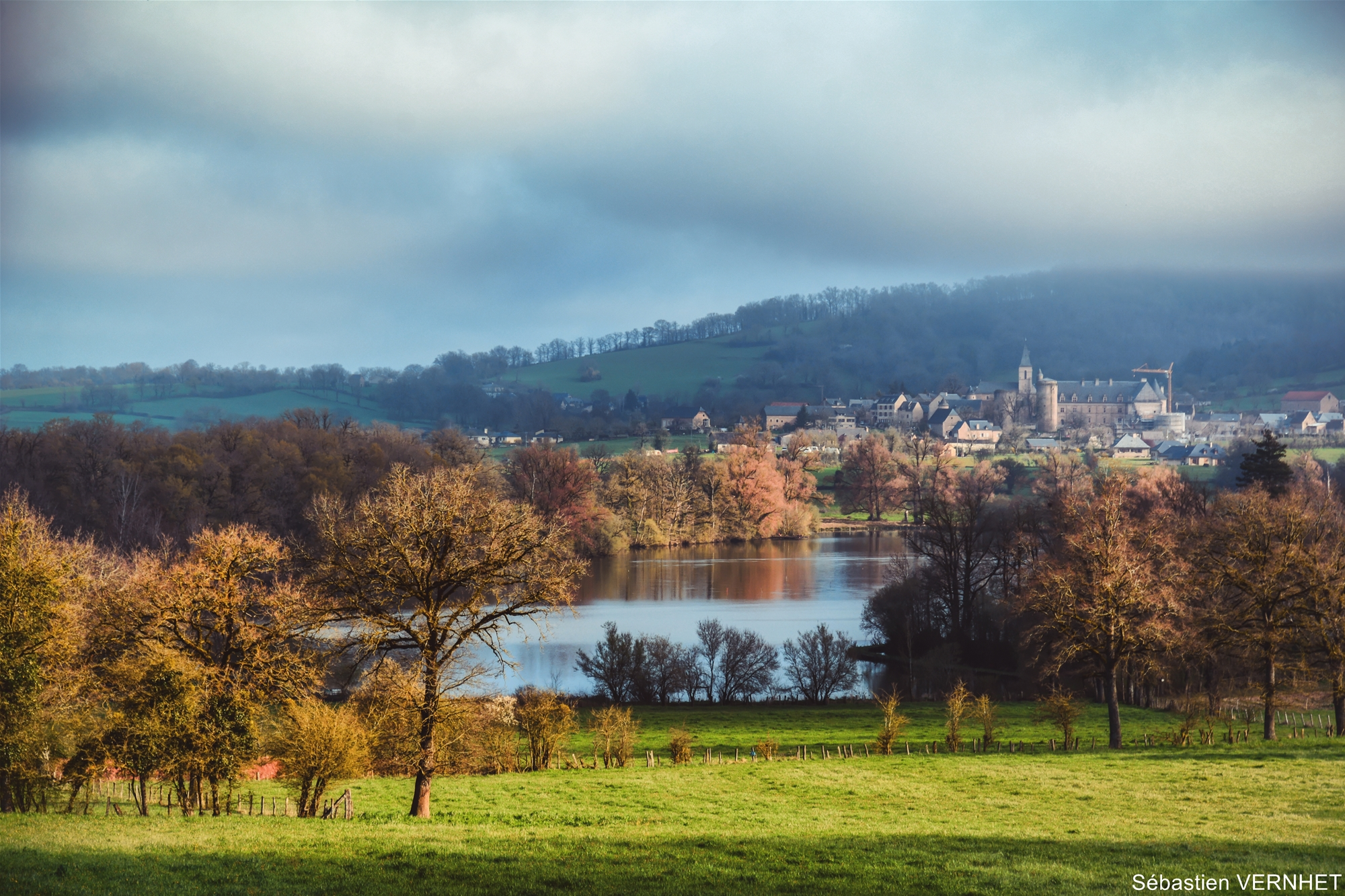
Vue générale
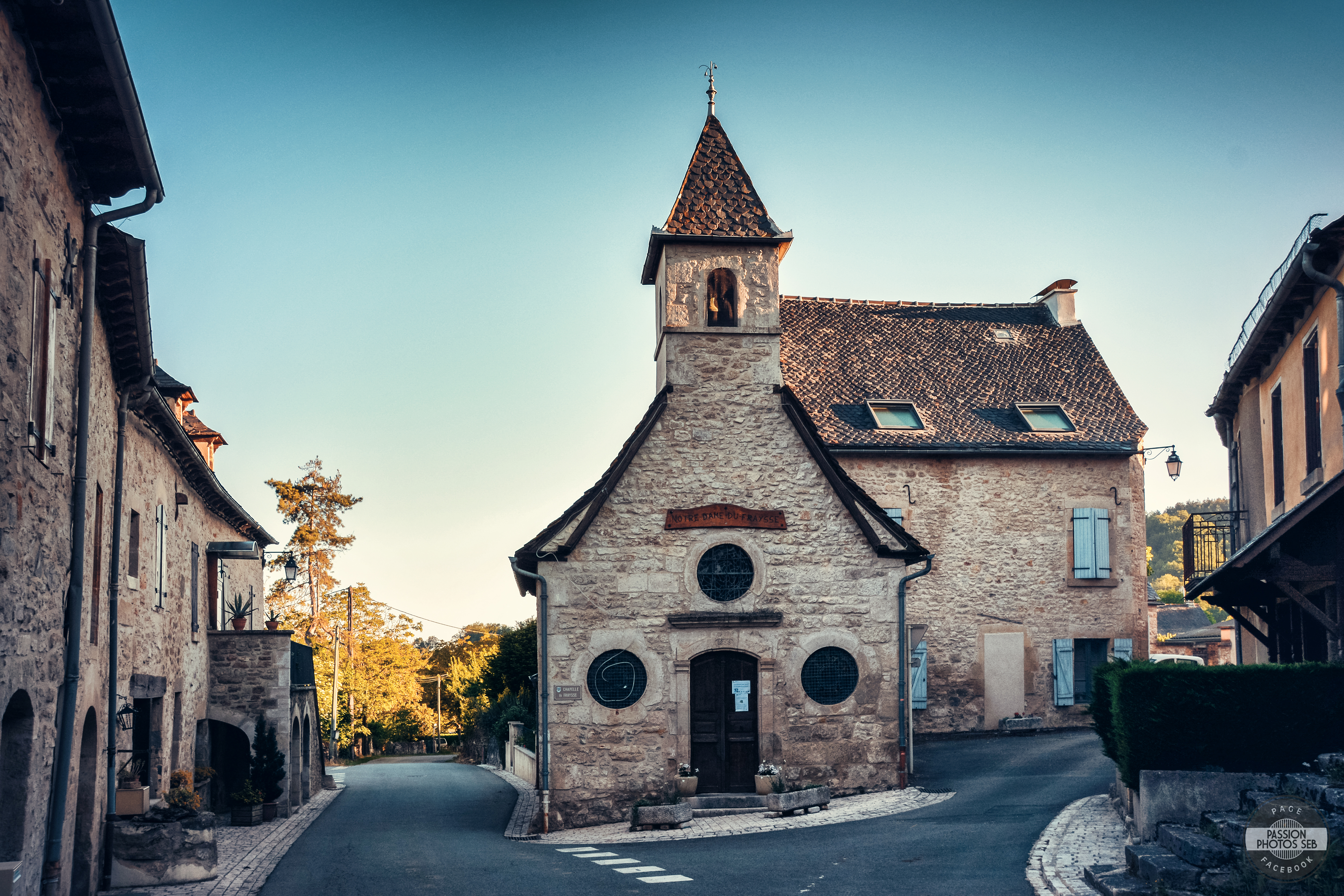
Chapelle
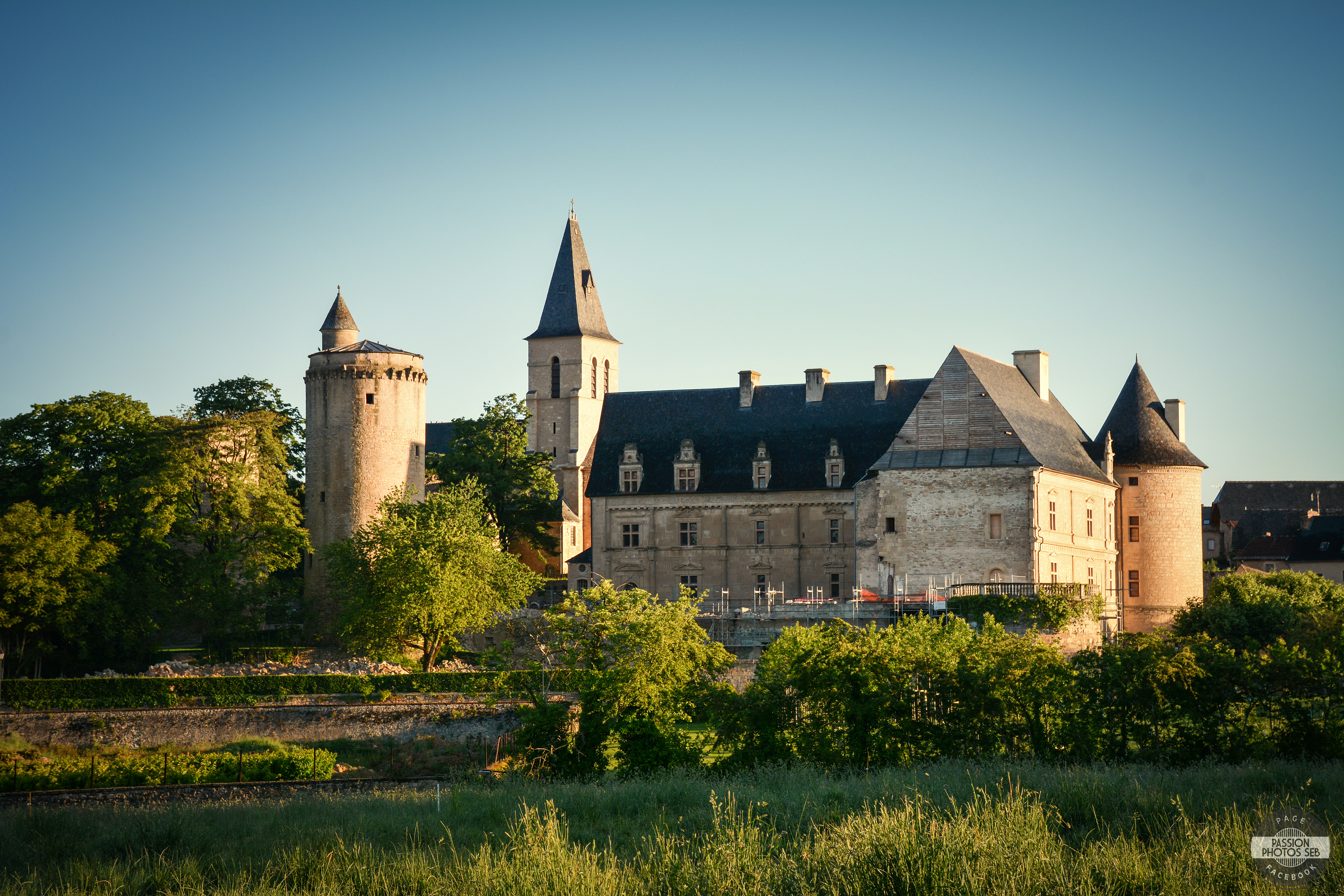
Château

### Héraldique
| Blason de Bournazel | Blason  | Écartelé : au 1er d'argent au lion d'or*, au 2e d'azur à trois coquilles d'argent, au 3e d'or à l'arbre de sinople terrassé du champ, au 4e d'or à trois chevrons de gueules et au chef cousu d'argent* chargé de trois mouchetures d'hermine de sable.                  |
| Blason de Bournazel | Détails | * Il y a là non-respect de la règle de contrariété des couleurs : ces armes sont fautives (métal sur métal). Inspiré des armes de la famille de Buisson de Bournazel, où tous les champs, sauf le 2e, ont été modifiés. Le statut officiel du blason reste à déterminer. |